# Rochessauve
Rochessauve [ʁɔʃsov] est une commune française, située dans le département de l'Ardèche en région Auvergne-Rhône-Alpes.
Les habitants sont appelés les Rochessauvains et les Rochessauvaines.

## Géographie

### Climat
Pour des articles plus généraux, voir Climat d'Auvergne-Rhône-Alpes et Climat de l'Ardèche.
En 2010, le climat de la commune est de type climat méditerranéen altéré, selon une étude du CNRS s'appuyant sur une série de données couvrant la période 1971-2000. En 2020, Météo-France publie une typologie des climats de la France métropolitaine dans laquelle la commune est dans une zone de transition entre le climat de montagne et le climat méditerranéen et est dans la région climatique Provence, Languedoc-Roussillon, caractérisée par une pluviométrie faible en été, un très bon ensoleillement (2 600 h/an), un été chaud (21,5 °C), un air très sec en été, sec en toutes saisons, des vents forts (fréquence de 40 à 50 % de vents > 5 m/s) et peu de brouillards.
Pour la période 1971-2000, la température annuelle moyenne est de 12 °C, avec une amplitude thermique annuelle de 17,6 °C. Le cumul annuel moyen de précipitations est de 1 110 mm, avec 7,4 jours de précipitations en janvier et 4,5 jours en juillet. Pour la période 1991-2020, la température moyenne annuelle observée sur la station météorologique de Météo-France la plus proche, « Chomérac Sa_rce », sur la commune de Chomérac à 4 km à vol d'oiseau, est de 13,2 °C et le cumul annuel moyen de précipitations est de 1 104,9 mm,. Pour l'avenir, les paramètres climatiques de la commune estimés pour 2050 selon différents scénarios d'émission de gaz à effet de serre sont consultables sur un site dédié publié par Météo-France en novembre 2022.

### Lieux-dits, hameaux et écarts
L'habitat de Rochessauve est très dispersé sur le flanc oriental d'un plateau. En dehors du village chef-lieu (400 m d'altitude), le principal hameau est Laval (490 m d'altitude).

## Urbanisme

### Typologie
Au 1er janvier 2024, Rochessauve est catégorisée commune rurale à habitat dispersé, selon la nouvelle grille communale de densité à 7 niveaux définie par l'Insee en 2022.
Elle est située hors unité urbaine. Par ailleurs la commune fait partie de l'aire d'attraction de Privas, dont elle est une commune de la couronne,. Cette aire, qui regroupe 24 communes, est catégorisée dans les aires de moins de 50 000 habitants,.

### Occupation des sols
L'occupation des sols de la commune, telle qu'elle ressort de la base de données européenne d’occupation biophysique des sols Corine Land Cover (CLC), est marquée par l'importance des forêts et milieux semi-naturels (54,1 % en 2018), en diminution par rapport à 1990 (55,8 %). La répartition détaillée en 2018 est la suivante : 
prairies (35,5 %), forêts (33,3 %), milieux à végétation arbustive et/ou herbacée (20,8 %), zones agricoles hétérogènes (10,3 %).
L'évolution de l’occupation des sols de la commune et de ses infrastructures peut être observée sur les différentes représentations cartographiques du territoire : la carte de Cassini (XVIIIe siècle), la carte d'état-major (1820-1866) et les cartes ou photos aériennes de l'IGN pour la période actuelle (1950 à aujourd'hui).

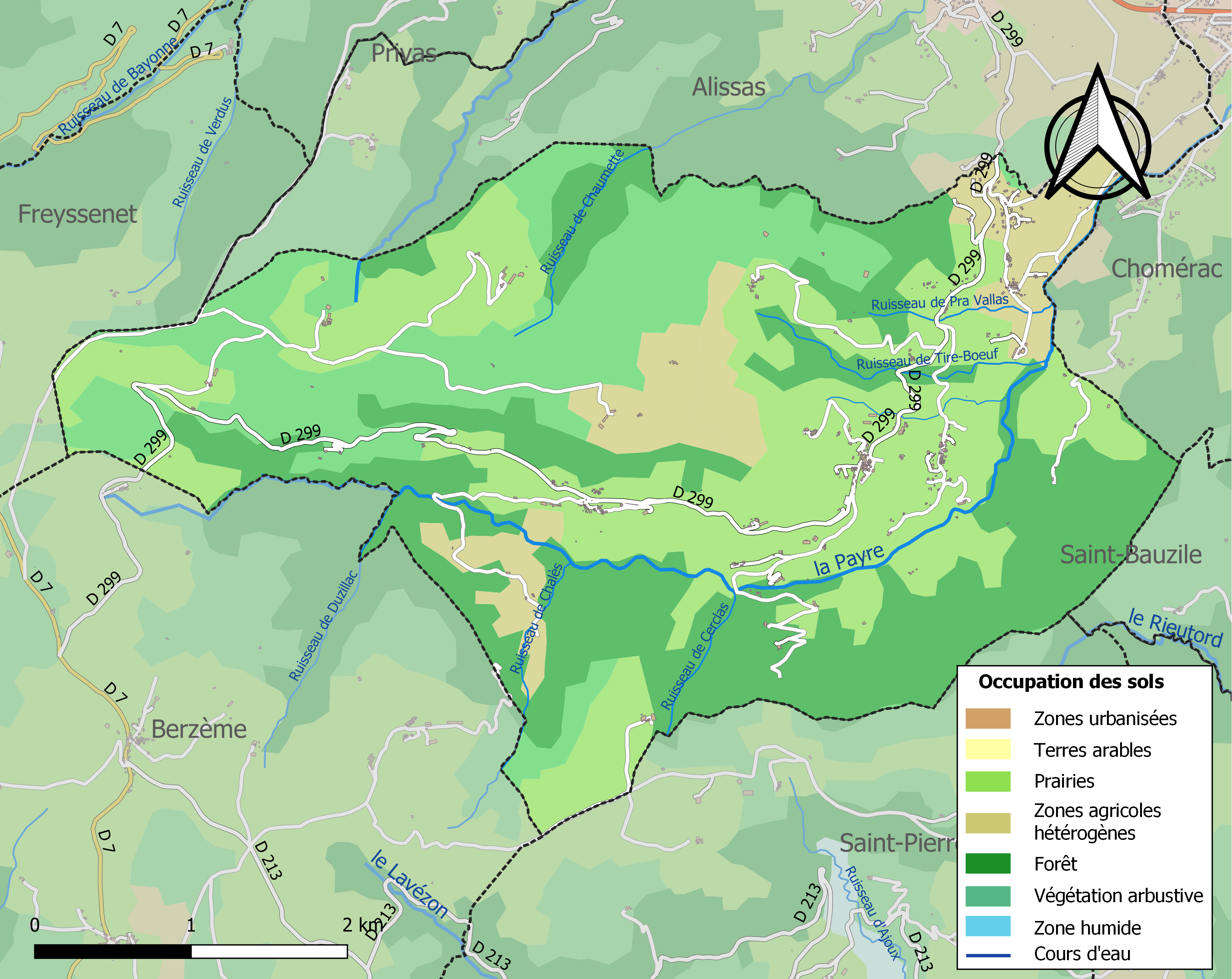
Carte des infrastructures et de l'occupation des sols de la commune en 2018 (CLC).

### Risques naturels

#### Risques sismiques
L'ensemble du territoire de la commune de Rochesauve est situé en zone de sismicité no 3 (sur une échelle de 1 à 5), comme la plupart des communes situées dans la vallée du Rhône et la Basse Ardèche, mais non loin de la limite orientale de la zone no 2 qui correspond au plateau ardéchois.
| Type de zone | Niveau            | Définitions (bâtiment à risque normal) |
| ------------ | ----------------- | -------------------------------------- |
| Zone 3       | Sismicité modérée | accélération = 1,1 m/s2                |

## Politique et administration

### Liste des maires
| Période                                  | Période  | Identité         | Étiquette | Qualité                              |
| ---------------------------------------- | -------- | ---------------- | --------- | ------------------------------------ |
| mars 2001                                | mai 2020 | Max Lafond       |           | Retraité de la fonction publique     |
| mai 2020                                 | en cours | Sébastien Vernet |           | Agriculteur sur moyenne exploitation |
| Les données manquantes sont à compléter. |          |                  |           |                                      |

## Population et société

### Démographie
L'évolution du nombre d'habitants est connue à travers les recensements de la population effectués dans la commune depuis 1793. Pour les communes de moins de 10 000 habitants, une enquête de recensement portant sur toute la population est réalisée tous les cinq ans, les populations de référence des années intermédiaires étant quant à elles estimées par interpolation ou extrapolation. Pour la commune, le premier recensement exhaustif entrant dans le cadre du nouveau dispositif a été réalisé en 2007.

En 2022, la commune comptait 484 habitants, en évolution de +9,5 % par rapport à 2016 (Ardèche : +2,48 %, France hors Mayotte : +2,11 %).
| 1793 | 1800 | 1806 | 1821 | 1831 | 1836 | 1841 | 1846 | 1851 |
| ---- | ---- | ---- | ---- | ---- | ---- | ---- | ---- | ---- |
| 666  | 576  | 781  | 784  | 899  | 880  | 894  | 878  | 920  |

| 1856 | 1861 | 1866 | 1872 | 1876 | 1881 | 1886 | 1891 | 1896 |
| ---- | ---- | ---- | ---- | ---- | ---- | ---- | ---- | ---- |
| 923  | 910  | 938  | 913  | 936  | 907  | 851  | 829  | 826  |

| 1901 | 1906 | 1911 | 1921 | 1926 | 1931 | 1936 | 1946 | 1954 |
| ---- | ---- | ---- | ---- | ---- | ---- | ---- | ---- | ---- |
| 864  | 822  | 732  | 584  | 545  | 530  | 463  | 444  | 340  |

| 1962 | 1968 | 1975 | 1982 | 1990 | 1999 | 2006 | 2007 | 2012 |
| ---- | ---- | ---- | ---- | ---- | ---- | ---- | ---- | ---- |
| 267  | 239  | 218  | 250  | 301  | 300  | 368  | 378  | 410  |

| 2017 | 2022 | - | - | - | - | - | - | - |
| ---- | ---- | - | - | - | - | - | - | - |
| 450  | 484  | - | - | - | - | - | - | - |

### Enseignement
La commune est rattachée à l'académie de Grenoble.

### Médias
La commune est située dans la zone de distribution de deux organes de la presse écrite :
- L'Hebdo de l'Ardèche

Il s'agit d'un journal hebdomadaire français basé à Valence et couvrant l'actualité de tout le département de l'Ardèche.
- Le Dauphiné libéré

Il s'agit d'un journal quotidien de la presse écrite française régionale distribué dans la plupart des départements de l'ancienne région Rhône-Alpes, notamment l'Ardèche. La commune est située dans la zone d'édition de Privas-Vallée du Rhône.

## Culture locale et patrimoine

### Lieux et monuments
En 1887 fut découverte l'empreinte fossile d'une rose originelle, objet rare et très recherché de l'ère tertiaire et datant de 26 millions d'années. Identifiée comme une « rosa chareyrei Boulay » proche de l'églantine « chinensis ou canina ».
- Église Saint-Michel de Rochessauve.

### Personnalités liées à la commune
Le poète Paul Vincensini y vécut. Une partie de ses cendres est déposée dans sa maison de Clary. Cette demeure appartenait à son épouse Agnès, née Basset.
Il donne son nom aux Deydier de Sauveroche issu de la famille Deydier. Cette famille de l'aristocratie compte de nombreux avocats et députés tandis qu'elle fonda une manufacture royale de Soie à Ucel près d'Aubenas

### Héraldique
|  | Rochessauve possède des armoiries dont l'origine et le blasonnement exact ne sont pas disponibles. |